# Петсі Віллард
Петсі Віллард (англ. Patsy Willard, 18 травня 1941) — американська стрибунка у воду.
Учасниця Олімпійських Ігор 1960 року, бронзова медалістка 1964 року.
Призерка Панамериканських ігор 1963 року.